# Henrik Windstedt
Per Henrik Peter Windstedt, född 8 september 1983 i Åre, är en svensk skidåkare, som har tävlat i bland annat friåkning, puckelpist, slopestyle och halfpipe. Han vann Scandinavian Big Mountain Championships 2001–2003, 2005, 2007–2008 samt 2011. Andra meriter är JVM-guld i puckelpist, vinnare av Red Bull Big Air i Åre 2000, flera topplaceringar på Freeride World Tour 2008–2011 samt totalvinnare av Freeride World Tour 2008.